# Blepisanis insignis
Blepisanis insignis är en skalbaggsart som beskrevs av Aurivillius 1914. Blepisanis insignis ingår i släktet Blepisanis och familjen långhorningar.
Artens utbredningsområde är Malawi. Inga underarter finns listade.